# Liste der Gedenktafeln in Berlin-Wartenberg
Die Liste der Gedenktafeln in Berlin-Wartenberg enthält die Namen, Standorte und, soweit bekannt, das Datum der Enthüllung von Gedenktafeln.
Die Liste ist nicht vollständig.

## Wartenberg
| Bild | Name                  | Standort       | Datum der Enthüllung |
| ---- | --------------------- | -------------- | -------------------- |
|      | Dorfkirche Wartenberg | Dorfstraße 12A | 2010                 |